# Alois John
Alois John (* 30. März 1860 in Oberlohma; † 2. August 1935 in Oed, Tschechoslowakei) war Archivar, Volkskundler und Heimatschriftsteller des Egerlandes.

## Herkunft
Die Vorfahren von Alois John kamen im 14. Jahrhundert aus den Niederlanden nach Franken, waren anschließend als Neusiedler des  Klosters Braunau im Braunauer Ländchen in Ostböhmen und seit 1629 als Bauern und Müller im Egerland ansässig. Alois John wurde 1860 in dem bäuerlichen Hof Nr. 23 in Oberlohma mit dem Hofnamen „ban Äd(l)a“ (= „beim Adler“) geboren, von welchem heute noch ein Gebäude erhalten ist. Seine Eltern lebten nach 1875 in Eger.

## Leben und Wirken
Alois John war Absolvent der Gymnasien in Eger und Leitmeritz mit anschließendem Studium der Geschichte und Germanistik an den Universitäten in Wien, Innsbruck und München. Nach dem Jahr 1884 lebte er als Schriftsteller heimatkundlicher Themen in Eger, wurde 1897 Begründer der Monatsschrift Unser Egerland – Blätter für Heimatkunde und Heimatpflege, deren Herausgabe von dem Hauptschriftleiter Anton Krauss (1883–1966), vor 1918 Professor am Gymnasium in Eger, nach 1945 als Heimatvertriebener in Bayern, fortgesetzt wurde.
Die Gründung der Zeitschrift Unser Egerland im Jahr 1897 erfolgte im Zusammenhang mit der Badenischen Sprachenverordnung des österreichischen Ministerpräsidenten Kasimir Felix Badeni und wurde mit weiteren Publikationen von John im deutschsprachigen Egerland ein Erfolg.
Im Jahre 1922 erwarb Alois John das Landhaus „Waldheim“ auf der Antonienhöhe (Antoninova Vysina) bei Franzensbad, die heutige „Johnvilla“, und wurde Leiter des städtischen Museums, der Bibliothek und des Archivs des Kurortes Franzensbad in Westböhmen. Er war unter anderem 1907 Mitbegründer der Arbeitsgemeinschaft für Heimatkunde und Heimatpflege in Eger; nach Gründung der Tschechoslowakei seit 1922 eine Vereinigung mit dem Namen „Unser Egerland e.V.“ und nachfolgend der Egerländer Gmoi e.V.
1935 starb er in dem zur Gemeinde Oed gehörigen Ortsteil Antonienhöhe.

## Anerkennung
Als Würdigung seiner heimatkundlichen Forschungen erfolgte 2002 die Gründung der Alois-John-Gesellschaft mit grenzüberschreitenden Projekten.

## Publikationen
Gesamtverzeichnis der Veröffentlichungen von Alois John in: Valentin Männer: Index für Egerländer Volks- und Heimatkunde, Amberg 1971, Seite 24 bis 32; in: „Unser Egerland“, Werkverzeichnis 24, 1930 und in: Literaturverzeichnis zur Geschichte der Stadt Eger und des (historischen) Egerlandes, zusammengestellt von Hermann Putz, online verfügbar.

## Auswahl
- Im Gau der Narisker – Schilderungen aus dem Egerland, 1888
- Richard Wagner in den deutsch-böhmischen Bädern, Teplitz 1890
- Über deutsches Volkstum im Egerland, in: Dresdner Wochenblätter für Kunst und Leben, Heft 41
- Literarisches Jahrbuch, 6 Bände. 1891 bis 1896
- Egerländer Hofnamen, in: Erzgebirgszeitung 1896, 9, Seite 202 bis 206
- Kreuzsteine, Marterln und sogenannte Pestsäulen im Egerland, Zeitschrift für österreichische Volkskunde 3, 1897
- Volksaberglauben, in: Zeitschrift für österreichische Volkskunde 2 (1996) bis 6 (1900)
- Egerländer Volkslieder, zusammen mit Josef Czerny (1897–1967) Verleger und Buchdrucker, 2 Hefte, 1898–1901
- Joseph Sebastian Grüner – Über die ältesten Sitten und Gebräuche der Egerländer; durch Alois John veröffentlicht in: Beiträge zur deutsch-böhmischen Volkskunde, J.G. Calve (Koch), 1901
- Oberlohma – Geschichte und Volkskunde eines egerländer Dorfes. Beiträge zur deutsch-böhmischen Volkskunde, J.G.Calve (J.Koch), Prag 1903
- Wenzel Heinrich Veit – Lebensbild eines deutsch-böhmischen Tondichters. 1903; Anmerkung: Veit war 1854 bis 1862 Präsident des Kreisgerichtes in Eger, anschließend Kreisgerichtspräsident in Leitmeritz und anerkannter Komponist.
- Sitte, Brauch und Volksglauben im deutschen Westböhmen, mit einer Karte der Gebiete des Nordgau (Bayern) in Böhmen. Beiträge zur deutsch-böhmischen Volkskunde, J.G. Calve´sche k. und k. Hof- und Universitätsbuchhandlung, Prag 1905
- Egerer Studenten an der Leipziger Universität (1431–1556), in: Egerer Jahrbuch, 1907
- Egerländer Heimatbuch, Selbstverlag Eger 1908
- Das Egerländer-nordgauische Sprachgebiet in Böhmen; Sprachforschung zu dem Nordgau (Bayern), 1908
- Beiträge zur Geschichte des Egerer Studententums, in: Egerer Jahrbuch, 1908
- Die ländliche Wohlfahrtspflege im Egerland, 1909
- Karl Huss: Vom Aberglauben; im Jahr 1910 von Alois John in den Beiträgen zur Volkskunde des Egerlandes veröffentlicht, J.G. Calve (J.Koch), Prag (online)
- Die Geschichte und Genealogie der Familie John im Egerland, 1912 Digitalisat
- Egerländer Prokuratorenbuch; Sonderdruck aus der Monatsschrift „Unser Egerland“, 24. Jahrgang, Eger 1921
- Franzensbad. Erstes Moorbad der Welt. Hervorragendes Frauen- und Herzheilbad. Ein Führer für Kurgäste und Passanten, Franzensbad, 1925
- Der Goethestein in Haslau / (Hazlov), 1926
- Festschrift zum 60-jährigen Jubiläum des Franzensbader Stadttheaters, 1928
- Goethe-Festschrift der Kurstadt Franzensbad aus Anlaß der Feier des 100. Todestages von Johann Wolfgang von Goethe, Franzensbad 1932.
- Die Urnenfunde bei Sirmitz im städtischen Museum von Franzensbad, in: Unser Egerland, Jahrgang 35, 1933. Anmerkung: Die Freilegung eines Urnenfeldes aus der Bronzezeit am großen Mühlteich in Sirmitz erfolgte um 1929.